# Thuế khấu trừ tại nguồn

Một chứng từ khấu trừ thuế thu nhập tại nguồn.

Thuế khấu trừ tại nguồn (còn có cách gọi khác là thuế thu tại nguồn, thuế tạm thu, thuế trích thu, thuế khấu lưu,...) là một hình thức của các loại thuế thu nhập mà cơ quan thuế sẽ thu bằng cách khấu trừ ngay vào khoản tiền mà người trả thu nhập trả cho người nhận thu nhập.

## Ví dụ
Người chủ khi trả lương cho người lao động trong doanh nghiệp của mình sẽ không trả toàn bộ số lương ghi trong hợp đồng lao động. Bà ta bị cơ quan thuế yêu cầu giữ lại một phần trong số lương đó để nộp cho cơ quan thuế. Phần này chính là thuế lương mà người lao động phải đóng vì có thu nhập là lương. Ở đây, thuế lương mang hình thức thuế khấu trừ tại nguồn.
Hoặc, nhà xuất bản khi trả nhuận bút cho người viết sẽ không trả toàn bộ số tiền ghi trong hợp đồng giữa hai bên. Nhà xuất bản sẽ giữ lại một phần để nộp cho cơ quan thuế. Đây chính là thuế nhuận bút mà người viết phải đóng vì có thu nhập là nhuận bút. Ở đây, thuế nhuận bút cũng mang hình thức thuế khấu trừ tại nguồn.
Còn có nhiều ví dụ khác về thuế thu nhập mang hình thức thuế khấu trừ tại nguồn, như thuế lãi tiết kiệm (tổ chức tín dụng sẽ tạm thu số tiền thuế mà người hưởng lãi phải đóng), như thuế thu nhập chứng khoán.

## Mục đích
Mục đích áp dụng thuế khấu trừ tại nguồn là để tạo thuận lợi cho công tác thu thuế và giảm thiểu hành động trốn thuế của người phải đóng thuế thu nhập.